# شکلات و پنیر
شکلات و پنیر (به انگلیسی: Chocolate and Cheese) چهارمین آلبوم استودیویی گروه راک آمریکایی وین است که در سال ۱۹۹۴ منتشر شد.
آل‌میوزیک از آلبوم شکلات و پنیر به‌عنوان «بهترین لحظهٔ گروه وین» یاد کرده و مجلهٔ دنیای گیتار این آلبوم را در فهرست «۵۰ آلبوم شاخص سال ۱۹۹۴» قرار داده‌است. شکلات و پنیر در اکتبر ۱۹۹۴ به‌مدت دو هفته جزو آلبوم‌های پرفروش در جدول هیت‌سیکرز مجلهٔ بیلبورد بود و موفق شد تا رتبهٔ دهم آن جدول صعود کند.
| بررسی انتقادی    | بررسی انتقادی |
| منبع             | رتبه‌بندی      |
| ---------------- | ------------- |
| آل‌میوزیک         | [ ۱ ]         |
| انترتینمنت ویکلی | B             |

## فهرست قطعه‌ها
| شماره      | نام                                               | مدت   |
| ---------- | ------------------------------------------------- | ----- |
| ۱.         | «مَنو دور کن»                                      | ۳:۰۱  |
| ۲.         | «مننژیت ستون فقرات (زمین‌گیرم کرد)»                | ۲:۵۳  |
| ۳.         | «آزادی ۷۶»                                        | ۲:۵۱  |
| ۴.         | «نمی‌تونم انگشتمو روش بذارم»                       | ۲:۴۸  |
| ۵.         | «اشکی برای اِدی»                                   | ۴:۵۰  |
| ۶.         | «رُزها رها هستند»                                  | ۴:۳۵  |
| ۷.         | «بیبی بِچ»                                         | ۳:۰۴  |
| ۸.         | «آقا، آیا برایتان مقدور هست به پونی من کمک کنید؟» | ۲:۵۵  |
| ۹.         | «ولگرد در تاریکی»                                 | ۲:۳۲  |
| ۱۰.        | «بانوی جادویی»                                    | ۳:۴۸  |
| ۱۱.        | «جاده جوپا»                                       | ۳:۰۳  |
| ۱۲.        | «کندی»                                            | ۴:۰۳  |
| ۱۳.        | «عصر به‌خیر دوست من»                               | ۷:۰۷  |
| ۱۴.        | «ترانهٔ اچ‌آی‌وی»                                    | ۲:۱۰  |
| ۱۵.        | «مست لایعقل راجع به چی صحبت می‌کرد»                | ۲:۰۰  |
| ۱۶.        | «جایی که غذا می‌خوری، خرابکاری نکن»                | ۳:۲۰  |
| مجموع مدت: | مجموع مدت:                                        | ۵۵:۰۰ |